# حسین‌آباد (بم)
حسین‌آباد (بم)، روستایی از توابع بخش بروات شهرستان بم و در استان کرمان ایران است.

## جمعیت
این روستا در دهستان روداب غربی قرار دارد و براساس سرشماری مرکز آمار ایران در سال ۱۳۸۵، جمعیت آن زیر سه خانوار بوده‌است.